# Deidesheimer Herrgottsacker

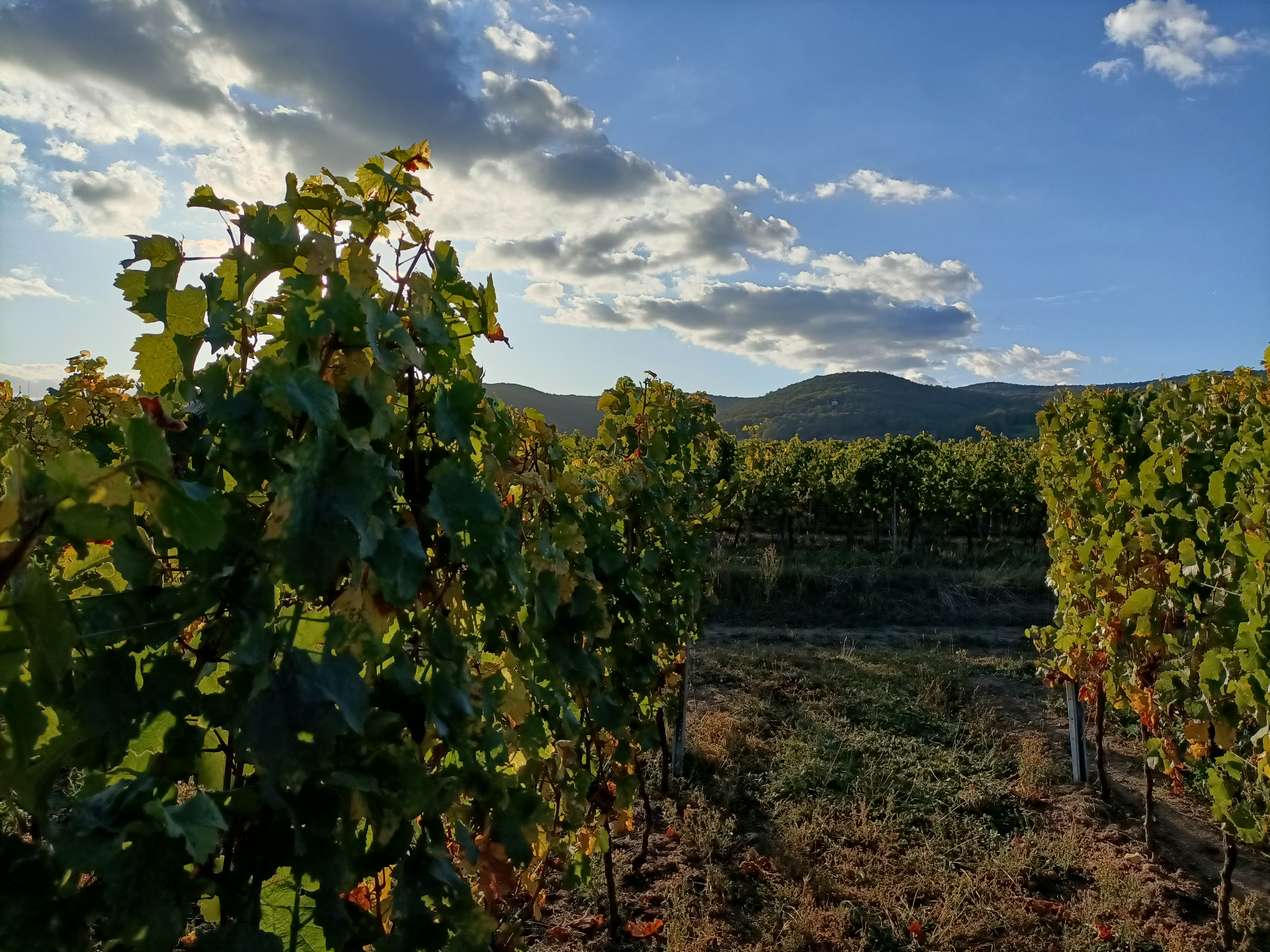
Rebstöcke im Herrgottsacker

Herrgottsacker heißt eine Weinlage, die nördlich der pfälzischen Kleinstadt Deidesheim (Rheinland-Pfalz) liegt. Ihre Rebfläche umfasst 109,5 ha.

## Lage, Klima, Böden
Der Herrgottsacker gehört zum Anbaugebiet Pfalz und hier wiederum zum Bereich Mittelhaardt-Deutsche Weinstraße. Es handelt sich um eine Einzellage, die Teil der Großlage Forster Mariengarten ist. Der Herrgottsacker liegt auf einer Höhe von etwa 120 bis 180 m ü. NHN. Er ist zu 10 % steil, zu 20 % hängig und zu 70 % flach.
Der als Mittelhaardt bezeichnete Übergang des Pfälzerwaldes zum Vorderpfälzer Tiefland bildet hier eine etwa zwei Kilometer breite Vorhügelzone. Die Böden des Herrgottsackers bestehen aus Lehm, lehmigem Sand, der stellenweise mit Geröllen durchsetzt ist, sowie sandigen Tonen und vereinzelt aus Kalksteinverwitterungen; die Bodenbeschaffenheit wechselt hier häufig zwischen diesen Bodenarten. Der Gebirgszug der Haardt schützt in seinem Lee den Herrgottsacker vor Niederschlägen, zudem bewirkt die Hangneigung, dass in frostigen Frühjahrsnächten kalte Luftmassen zur Rheinebene hin abfließen können und Erfrierungen an den Reben meist ausbleiben.
Inmitten der Weinlage steht ein altes, denkmalgeschütztes Weinbergshäuschen, im Volksmund „Erdnerhäuschen“ genannt, an ihrem Westrand befindet der Geotop „Rheingrabenrandstörung am Hahnenbühl“.

## Name
Die Erstnennung des Namens war im Jahr 1491 („der hergots Acker“). Mit dem Namen Herrgottsacker bzw. Gottesacker wurde früher der Kirchhof bezeichnet.

## Trivia
Die Weinlage wird von Reinhard Mey in seinem Lied Ich glaube nicht erwähnt.